# Brańsk

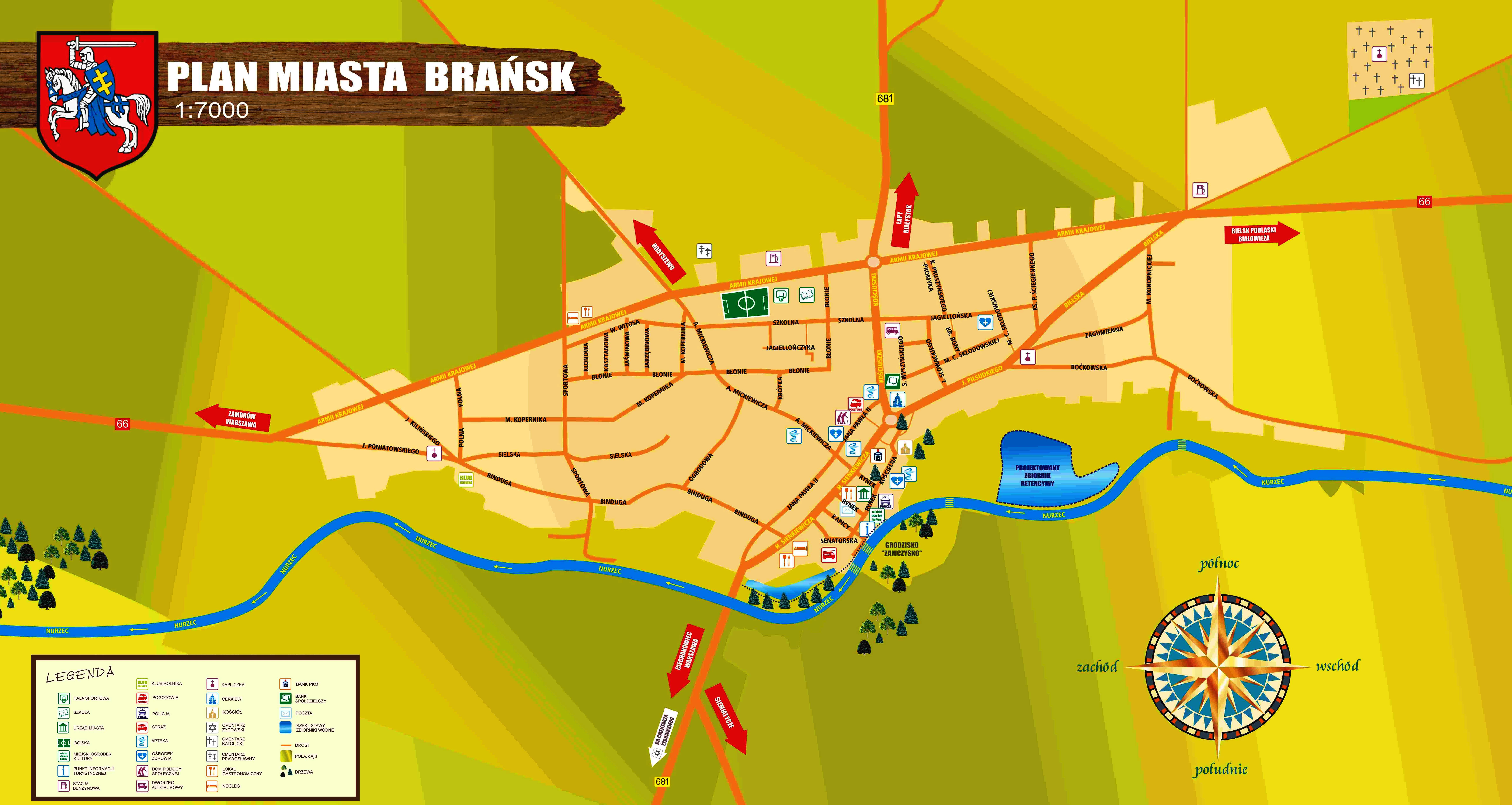
Plan miasta Brańsk, (2012 r.)

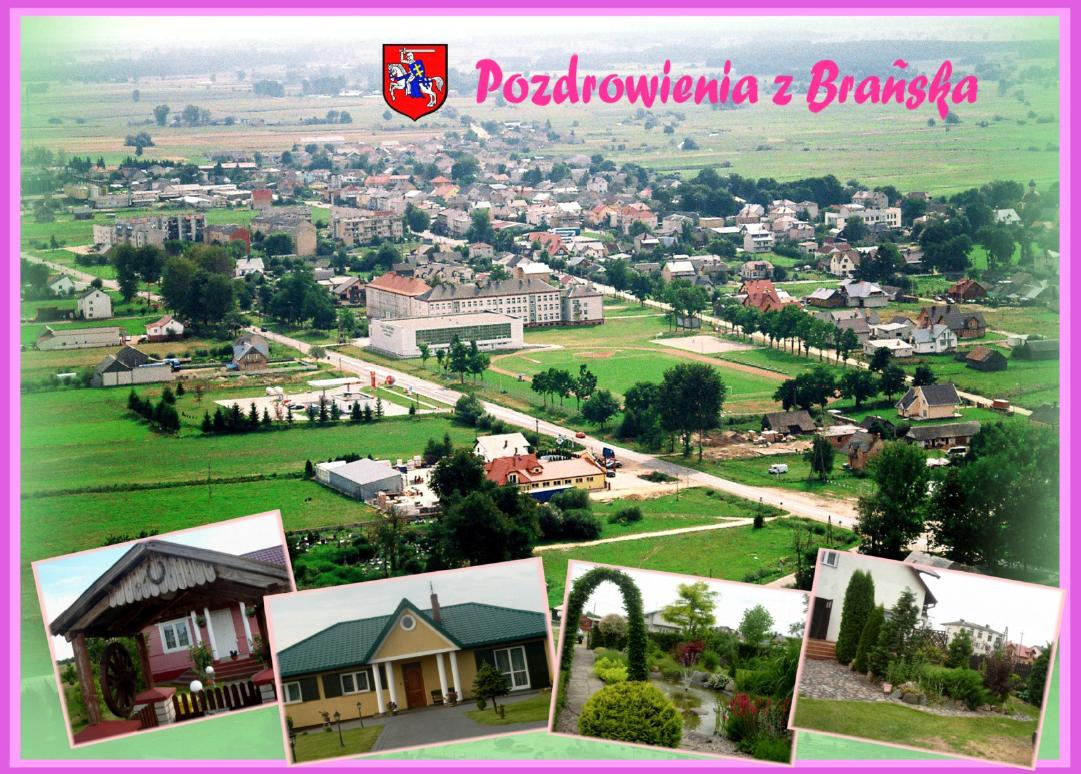
Panorama miasta

Brańsk – miasto i gmina we wschodniej Polsce, w województwie podlaskim, w powiecie bielskim.
Brańsk jest siedziba władz wiejskiej gminy Brańsk, a także rzymskokatolickiej parafii Wniebowzięcia Najświętszej Maryi Panny.
Brańsk uzyskał lokację miejską w 1440 roku. W latach 1969–1972 miasto było siedzibą władz gromady Brańsk. W latach 1975–1998 miasto administracyjnie należało do województwa białostockiego.
Był miastem królewskim Korony Królestwa Polskiego w starostwie brańskim w ziemi bielskiej województwa podlaskiego w 1795 roku. Miejsce obrad sejmików ziemi bielskiej od XVI wieku do pierwszej połowy XVIII wieku.
Według danych GUS z 1 stycznia 2024 r. Brańsk liczył 3494 mieszkańców.
Położone jest na Równinie Bielskiej, nad rzeką Nurzec, przy trasie z Warszawy do Bielska Podlaskiego i Białowieży.

## Struktura powierzchni
Według danych z 2002 Brańsk ma obszar 32,43 km², w tym:
- użytki rolne: 66%,
- użytki leśne: 27%.

Miasto stanowi 2,34% powierzchni powiatu.

## Demografia
Według Powszechnego Spisu Ludności z 1921 roku miasto zamieszkiwało 3.739 osób, wśród których 1.474 było wyznania rzymskokatolickiego, 100 prawosławnego a 2.165 mojżeszowego. Jednocześnie 1.530 mieszkańców zadeklarowało polską przynależność narodową, 32 białoruską, 2.165 żydowską a 12 rosyjską. Było tu 493 budynków mieszkalnych.
Według danych z 31 grudnia 2017 r. miasto miało 3785 mieszkańców.

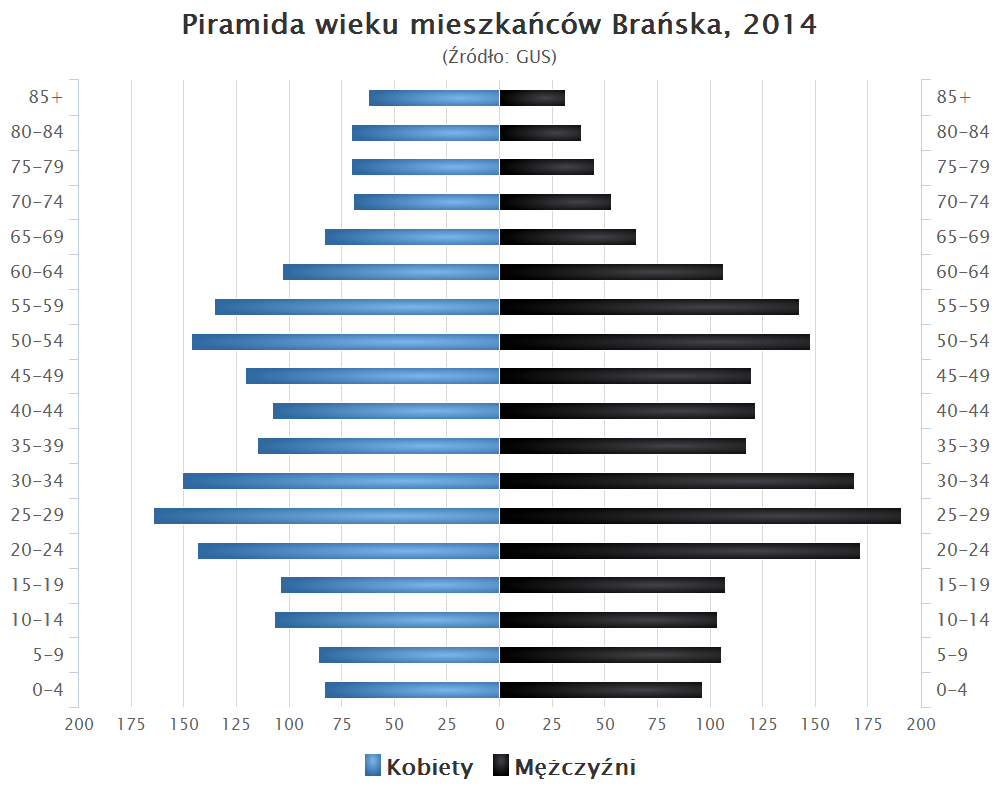
Piramida wieku mieszkańców Brańska w 2014 roku

Dane z 31 grudnia 2017:
| Opis                              | Ogółem    | Ogółem    | Kobiety   | Kobiety   | Mężczyźni | Mężczyźni |
| --------------------------------- | --------- | --------- | --------- | --------- | --------- | --------- |
| jednostka                         | osób      | %         | osób      | %         | osób      | %         |
| populacja                         | 3 785     | 100       | 1 901     | 50,22     | 1 884     | 49,78     |
| powierzchnia                      | 32,43 km² | 32,43 km² | 32,43 km² | 32,43 km² | 32,43 km² | 32,43 km² |
| gęstość zaludnienia (mieszk./km²) | 116,71    | 116,71    | 58,62     | 58,62     | 58,09     | 58,09     |

## Historia

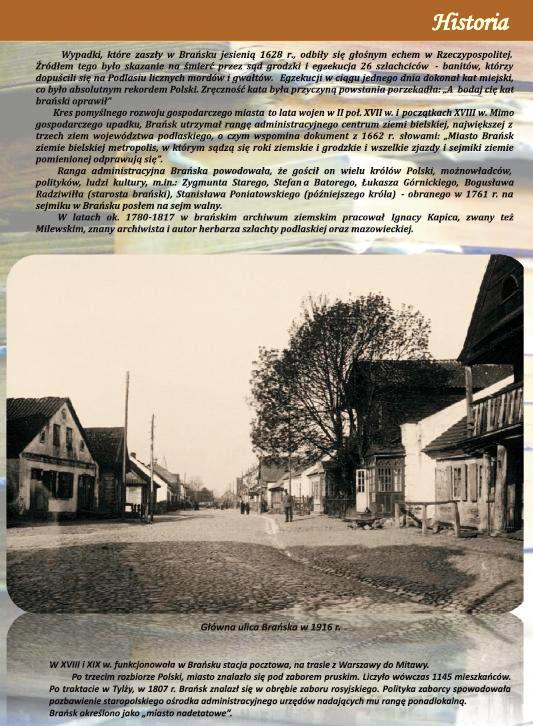
Historia miasta

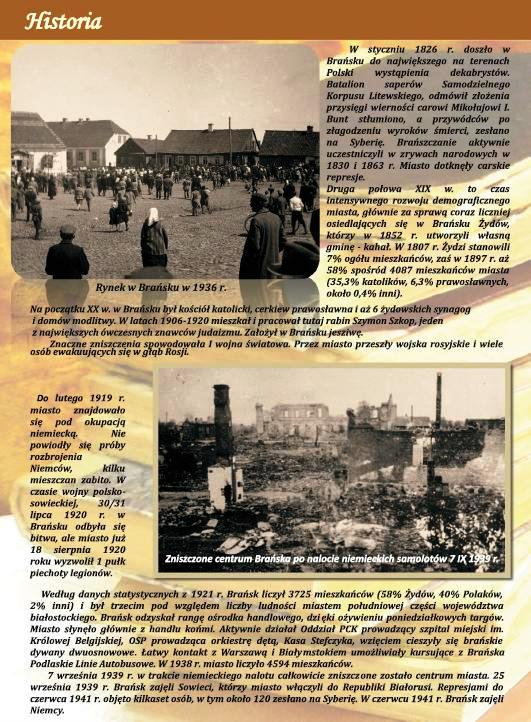
Historia miasta

Nazwa miasta pochodzi od rzeki Bronki. W pobliżu miasta znajdują się stanowiska kultury amfor kulistych. 

### Wiek XI
Budowa w Brańsku drewniano-ziemnego mazowieckiego grodu obronnego w miejscu zwanym dzisiaj Zamczyskiem.

### Wiek XIII
Na uroczysku „Kumat” we wschodniej części miasta 23 czerwca 1264 wojska polskie księcia Bolesława Wstydliwego stoczyły zwycięską bitwę z Jaćwingami pod dowództwem wodza Kumata (Komata).

### Wiek XIV
W 1366 król Kazimierz Wielki przekazał te ziemie Litwie. Przez pewien czas należał on do posiadłości księcia mazowieckiego Janusza I Starszego.

### Wiek XV
Od 1413 miejscowość wchodziła w skład województwa trockiego. W roku 1430 wzmiankowane jako Bransko. Od co najmniej 1438 roku w Brańsku na przemian z Surażem na przemian odbywały się sądy Ziemi bielskiej, o czym świadczy ten sam skład sędziowski dla obu sądów. W latach ok. 1440–1444 należało przejściowo do księcia mazowieckiego Bolesława IV i wtedy też prawdopodobnie miała miejsce lokacja na prawie chełmińskim i powstanie parafii rzymskokatolickiej (pierwsza wzmianka w roku 1446). W 1444 roku Brańsk został spalony przez Jana Gasztołda. W dniu 18 stycznia 1493 jako pierwsze miasto na Podlasiu Brańsk został lokowany na prawie magdeburskim przez wielkiego księcia litewskiego Aleksandra Jagiellończyka.

### Wiek XVI
Na XVI w. przypada szczyt rozwoju miasta. Mieszczanie handlowali zwłaszcza drewnem, w mniejszym stopniu zbożem. 
Od 1532 w mieście odbywały się sejmiki szlacheckie. W roku 1530 powstała szkoła parafialna. Działał tu także szpital i kościół przyszpitalny Świętego Ducha. W latach 1533–1556 starostwo brańskie było zarządzane przez faktorów królowej Bony, a następnie prawa do niego przeszły na króla Zygmunta Augusta. Z 1558 pochodzi pierwsza wzmianka o brańskiej cerkwi prawosławnej. W okresie tym blisko połowę mieszkańców miasta stanowiła ludność ruska. W 1569 na prośbę mieszczan król Zygmunt August włączył miasto do Korony. W 1591 pożar strawił połowę miasta.

### Wiek XVII
W 1628 sąd ziemski skazał na śmierć 26 banitów trudniących się przez ponad rok rozbojami. Stąd powstało przekleństwo: „A bodaj cię kat brański oprawił”. W 1633 na mocy postanowień unii brzeskiej cerkiew prawosławną przekazano parafii unickiej (greckokatolickiej). W 1652 miasto dotknęła epidemia. W latach 1653–1670 starostą brańskim był Bogusław Radziwiłł. Na ten czas datują się wielkie zniszczenia miasta przez wojska polskie, szwedzkie, siedmiogrodzkie, tatarskie i szczególnie moskiewskie w styczniu 1660.

### Wiek XVIII
W 1761, na tutejszym sejmiku został wybrany na posła na sejm walny przyszły król Polski Stanisław Poniatowski.

### Pod zaborami

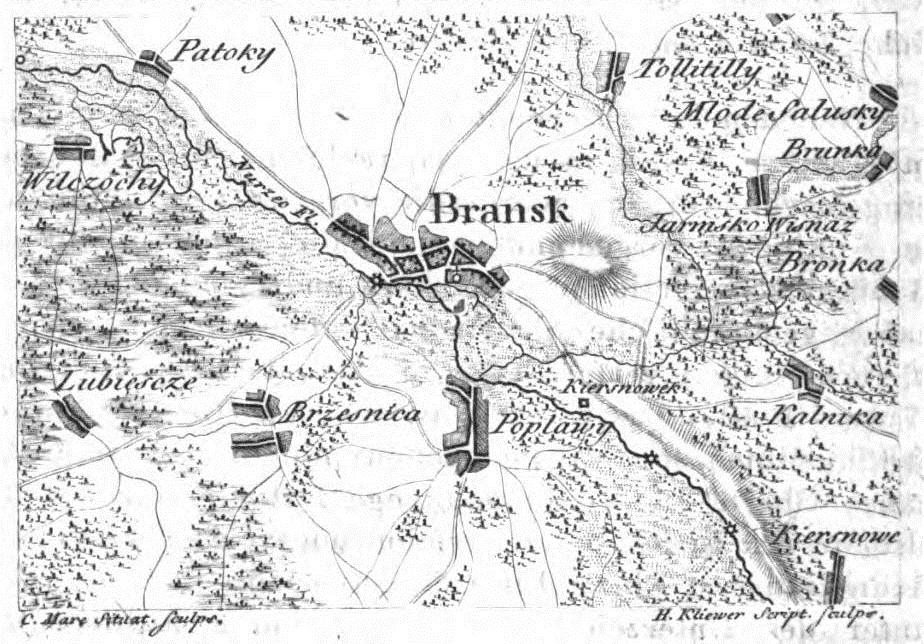
Plan miasta Brańsk, (1804 r.)

Brańsk najpierw znajdował się pod zaborem pruskim, a następnie, po traktacie w Tylży w 1807 – pod zaborem rosyjskim. W Brańsku powstała w XIX wieku duża społeczność żydowska, która już w 1820 uniezależniła się i utworzyła własny kahał. W 1807 roku Żydzi stanowili 7% ludności Brańska. 90 lat później według spisu z 1897 roku, wśród 4087 mieszkańców Żydzi stanowili 58%. Aż 89% ówczesnych żydowskich mieszkańców Brańska przybyło spoza powiatu bielskiego. Byli to w większości uciekinierzy z Rosji, zwani litwakami. W styczniu 1826 doszło tutaj do jedynego w Polsce większego wystąpienia dekabrystów, kiedy to żołnierze miejscowego batalionu saperów Samodzielnego Korpusu Litewskiego odmówili złożenia przysięgi na wierność rosyjskiemu carowi. Do kolejnych wystąpień zbrojnych dochodziło w czasie powstania listopadowego – przez Brańsk przemaszerował w drugiej połowie maja 1831 w drodze na Litwę 700-osobowy korpus pułkownika Dezyderego Chłapowskiego. W 1839 na mocy postanowień synodu połockiego cerkiew unicką przekazano parafii prawosławnej. Od 1842 miasto wchodziło w skład powiatu bielskiego w guberni grodzieńskiej. W trakcie powstania styczniowego miały miejsce wystąpienia zbrojne. Do dużych zniszczeń miasta doszło w czasie I wojny światowej.

### II Rzeczpospolita
W 1919 miasto powróciło w granice państwa polskiego. W dniach 30 i 31 lipca 1920 odbyła się tu bitwa w czasie wojny polsko-bolszewickiej.
W 1929 r. miasto liczyło 3739 mieszkańców. Burmistrzem był Stanisław Kołoszko, komendantem Ochotniczej Straży Ogniowej Antoni Lubicki.
Był tu kościół rzymskokatolicki oraz cerkiew prawosławna, którą jednak w 1930 zamknięto i zburzono. Funkcjonował szpital PCK. Działał Związek Kupców, Związek Rzemieślników. Działały tu dwie mleczarnie, cztery młyny, cztery wiatraki.

### II wojna światowa

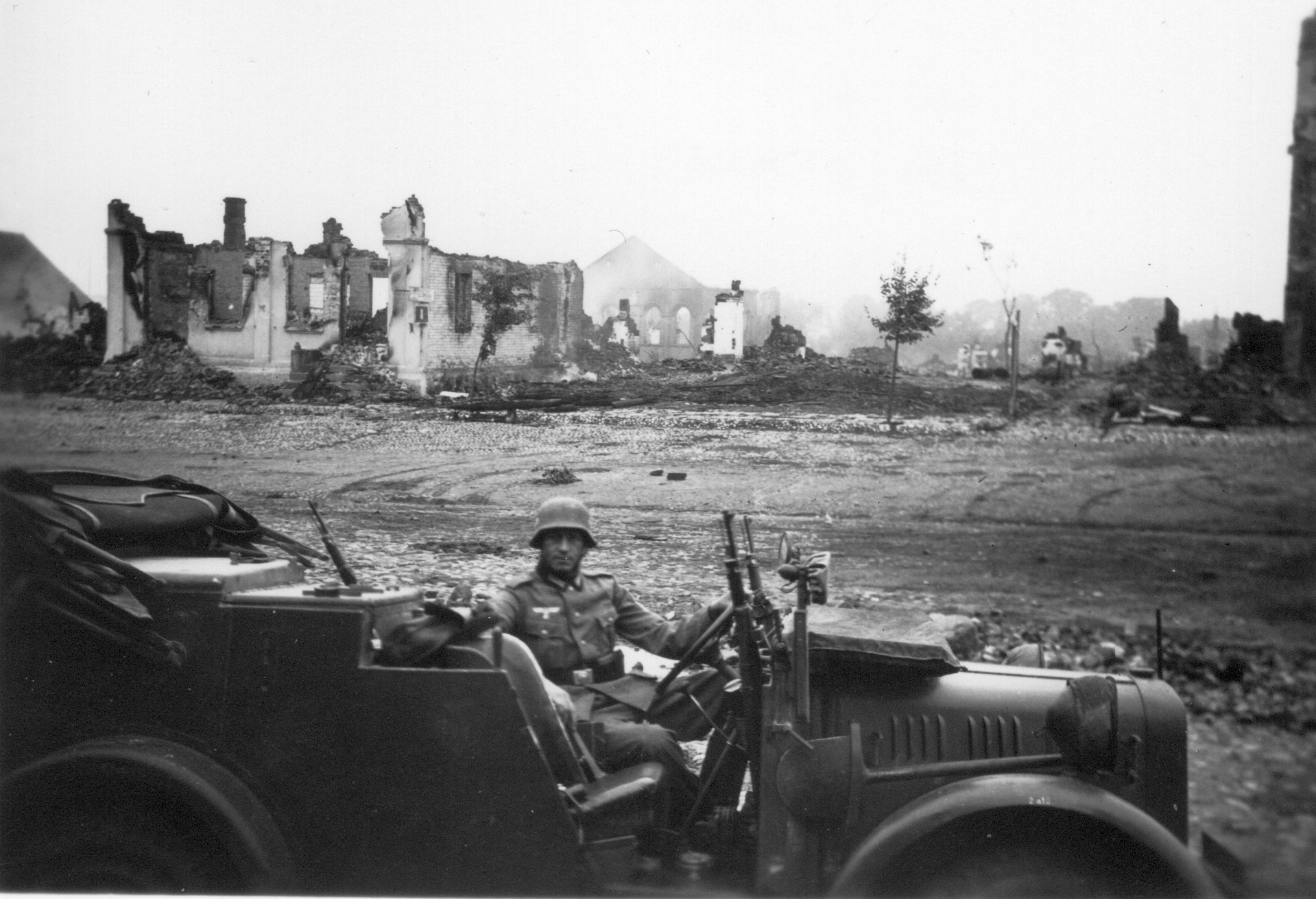
Brańsk po zajęciu przez Wehrmacht w 1939 roku, widoczne zgliszcza miasta.

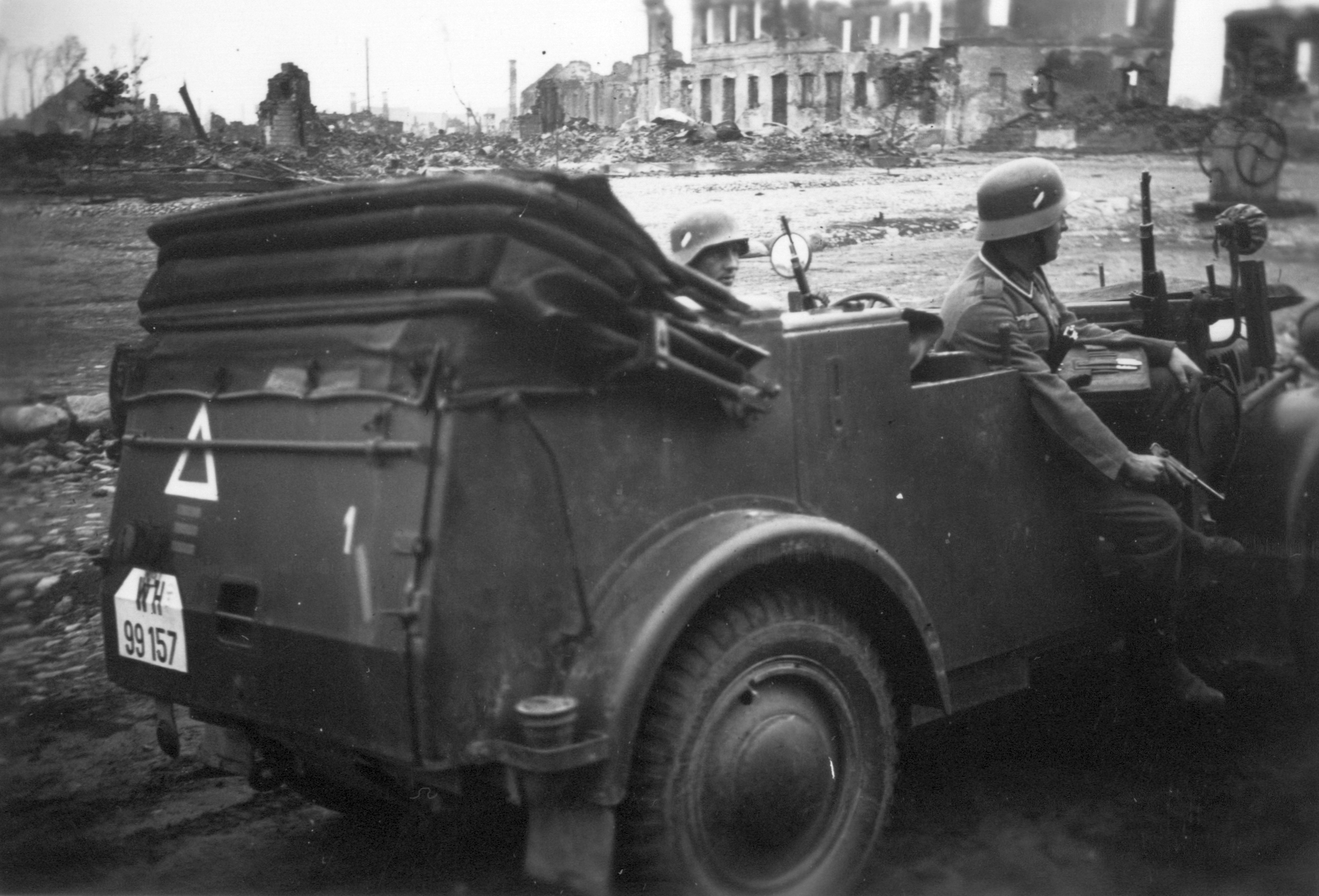
Żołnierze Wehrmachtu w aucie, 1939.

10 września 1939 Brańsk zajęły oddziały niemieckie gen. mjr Schaala. Na mocy paktu Ribbentrop-Mołotow 24 września 1939 do Brańska wkroczyła Armia Czerwona. W 1940 władze okupacyjne postawiły w Brańsku pomnik Lenina, zniszczony latem 1941.
Około godziny 18.00 w dniu 22 czerwca 1941 roku do Brańska wkroczyły czołowe oddziały niemieckie 263. Dywizji Piechoty i w ciągu godziny go opanowały. Oddziały radzieckie próbowały bezskutecznie odzyskać Brańsk, w związku z czym prowadziły kontrataki w nocy i nad ranem. W ich wyniku Brańsk został bardzo poważnie zniszczony.
Jesienią 1941 władze niemieckie utworzyły w Brańsku getto dla ludności żydowskiej. Przez getto przeszło ok. 3 tys. Żydów. W listopadzie 1942 zostało ono zlikwidowane. Jego mieszkańców wywieziono do getta w Bielsku Podlaskim, a stamtąd do obozu zagłady w Treblince.
Brańsk został zajęty przez Armię Czerwoną 1 sierpnia 1944. W czasie wojny miasto zostało zniszczone w 35%.

### Po II wojnie światowej
Po zakończeniu wojny miasto zaczęło powoli się rozwijać: rozpoczęto odbudowę zniszczonych obiektów, w tym kościoła, a także utworzono gminę Brańsk. 15 marca 1947 Brańsk został opanowany przez partyzantów 6 Brygady Wileńskiej AK kpt. Władysława Łukasiuka „Młota”, którzy rozbroili posterunek Milicji Obywatelskiej i rozstrzelali zastępcę komendanta do spraw politycznych, członka Komunistycznej Partii Zachodniej Białorusi i Polskiej Partii Robotniczej Eliasza Ostapczuka, a zarazem współpracownika UB.
W 1977 Brańsk zdobył główną nagrodę w ogólnopolskim konkursie „Mistrz Gospodarności”. 
Obecnie ośrodek handlowo-usługowy regionu rolniczego.

## Zabytki

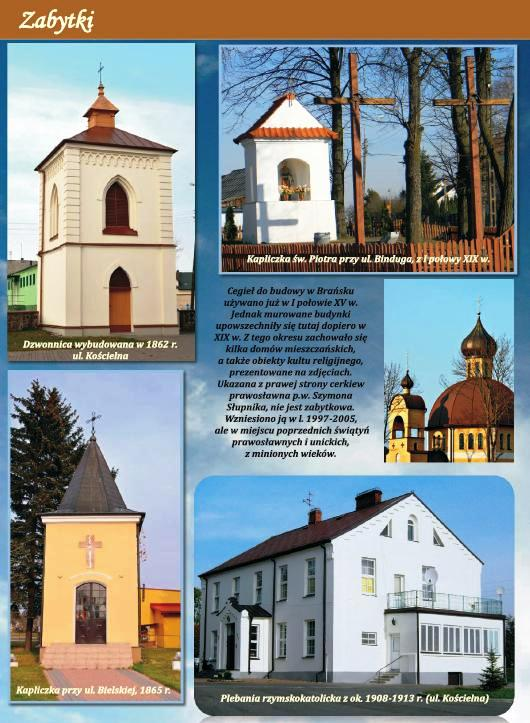
Zabytki w Brańsku

- kościół parafialny pod wezwaniem Wniebowzięcia NMP, 1859–1862 (nr rej.:680 z 9.12.1987)
- dzwonnica z 1863 (nr rej.:681 z 9.12.1987)
- kapliczka z figurą św. Piotra, ul. Binduga/Jana Kilińskiego, poł. XIX w. (nr rej.:535 z 29.12.1983)
- cmentarz rzymskokatolicki, 1852 (nr rej.:A-75 z 27.10.1993)
- cmentarz prawosławny, 1803 (nr rej.:A-79 z 17.12.1979)
- cmentarz żydowski (nr rej.:A-76 z 20.10.1993)
- drewniany dom, ul. Józefa Piłsudskiego 3, 1900 (nr rej.:675 z 22.12.1987)
- zagroda, ul. Józefa Piłsudskiego 15, XVIII–XIX w. (nr.rej.:391 z 14.02.1977):
  - drewniany dom mieszkalny,
  - stodoła,
  - obora[24];
- grodzisko mazowieckie z XI wieku
- drewniane koszary carskie z lat 1875–1890
- układ przestrzenny, 1493–XVIII w. (nr rej.:457 z 17.12.1979)

### Zabytki w okolicy
- Domanowo – kościół pw. św. Doroty z XVII w. z dzwonnicą z tego samego okresu; pomnik na mogile żołnierzy Podlaskiej Brygady Kawalerii poległych we wrześniu 1939,
- Kalnica – park dworski z połowy XVIII w.,
- Klichy – kościół pw. Matki Bożej Wspomożenia Wiernych.

## Edukacja

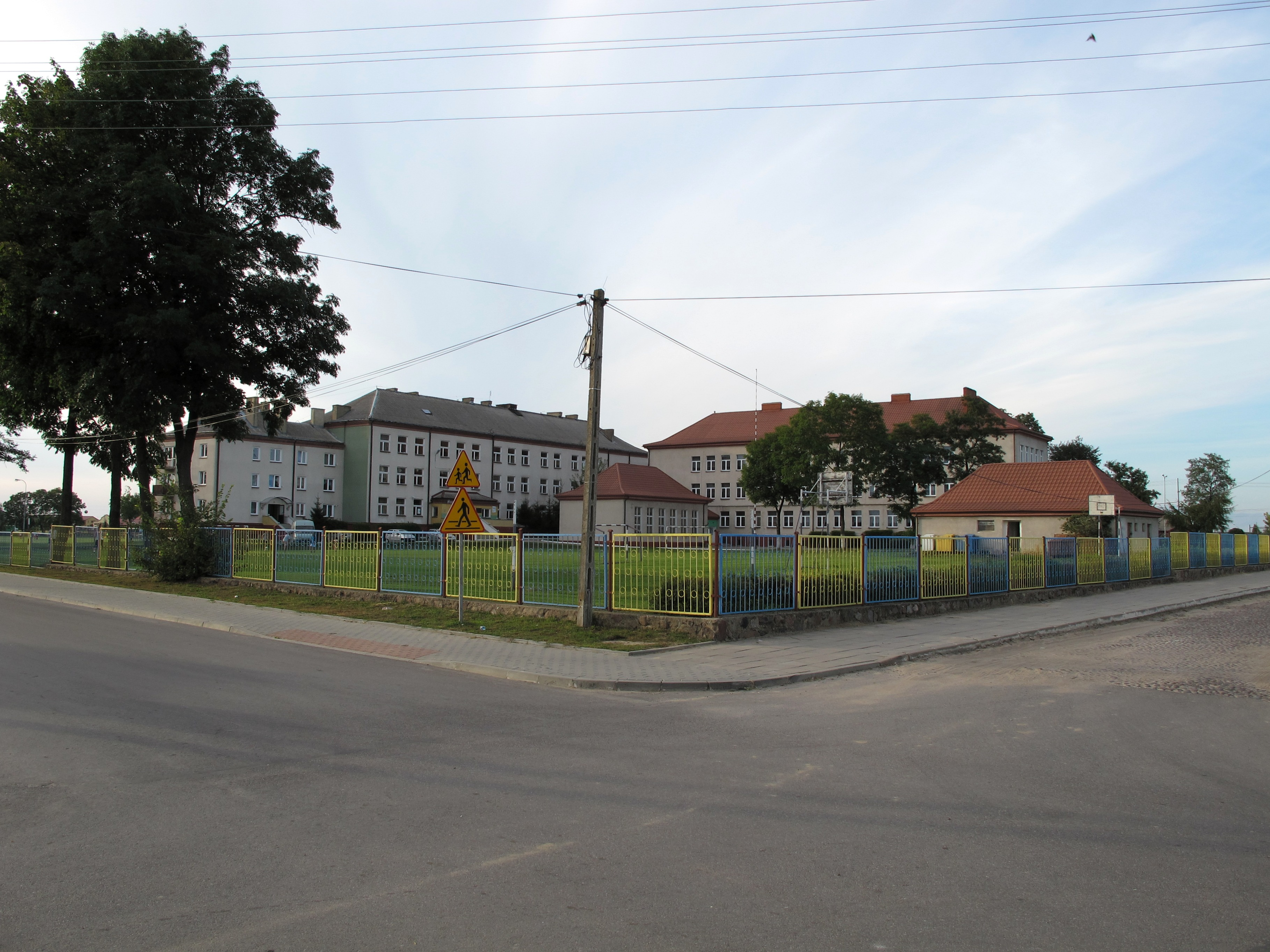
Zespół Szkół Szkół im. Armii Krajowej

W Brańsku działał Zespół Szkół Szkół im. Armii Krajowej, w skład którego wchodziła szkoła podstawowa, gimnazjum, liceum oraz zasadnicza szkoła zawodowa. Na terenie placówki znajduje się także hala sportowa i pełnowymiarowe boisko piłkarskie. W roku szkolnym 2016/2017, po raz pierwszy w historii istnienia szkoły, z powodu braku chętnych nie utworzono 1 klasy liceum oraz 1 klasy zasadniczej szkoły zawodowej. Identyczna sytuacja wystąpiła w kolejnym roku oraz w 2018/2019. W związku z powyższym, a także z reformą szkolnictwa i likwidacją gimnazjów, z Zespołu Szkół pozostała tylko szkoła podstawowa. Sytuacja ta uległa zmianie rok później, kiedy to reaktywowano Liceum Ogólnokształcące, choć na razie z tylko jednym oddziałem.

## Religia

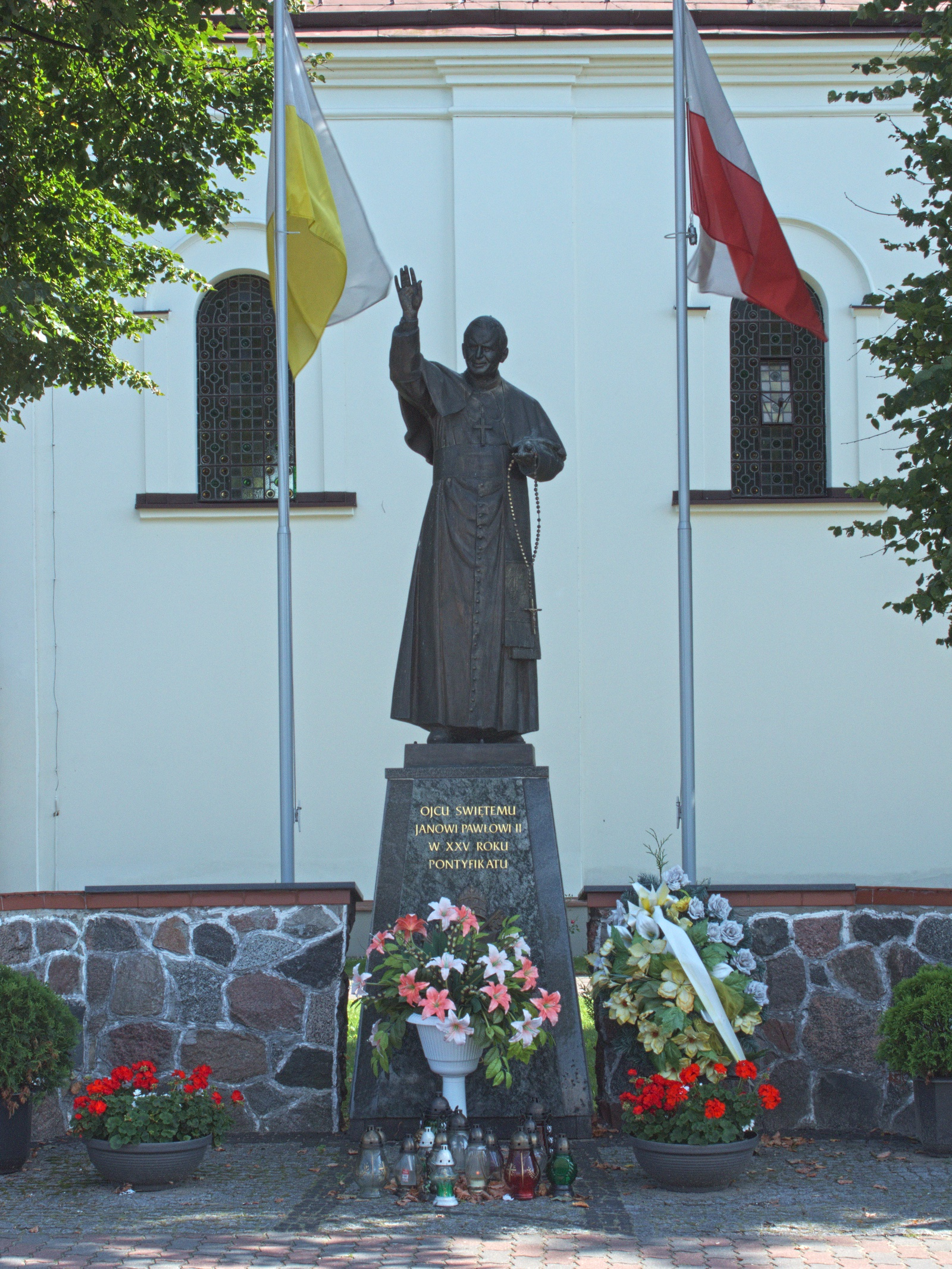
Pomnik Jana Pawła II przed kościołem

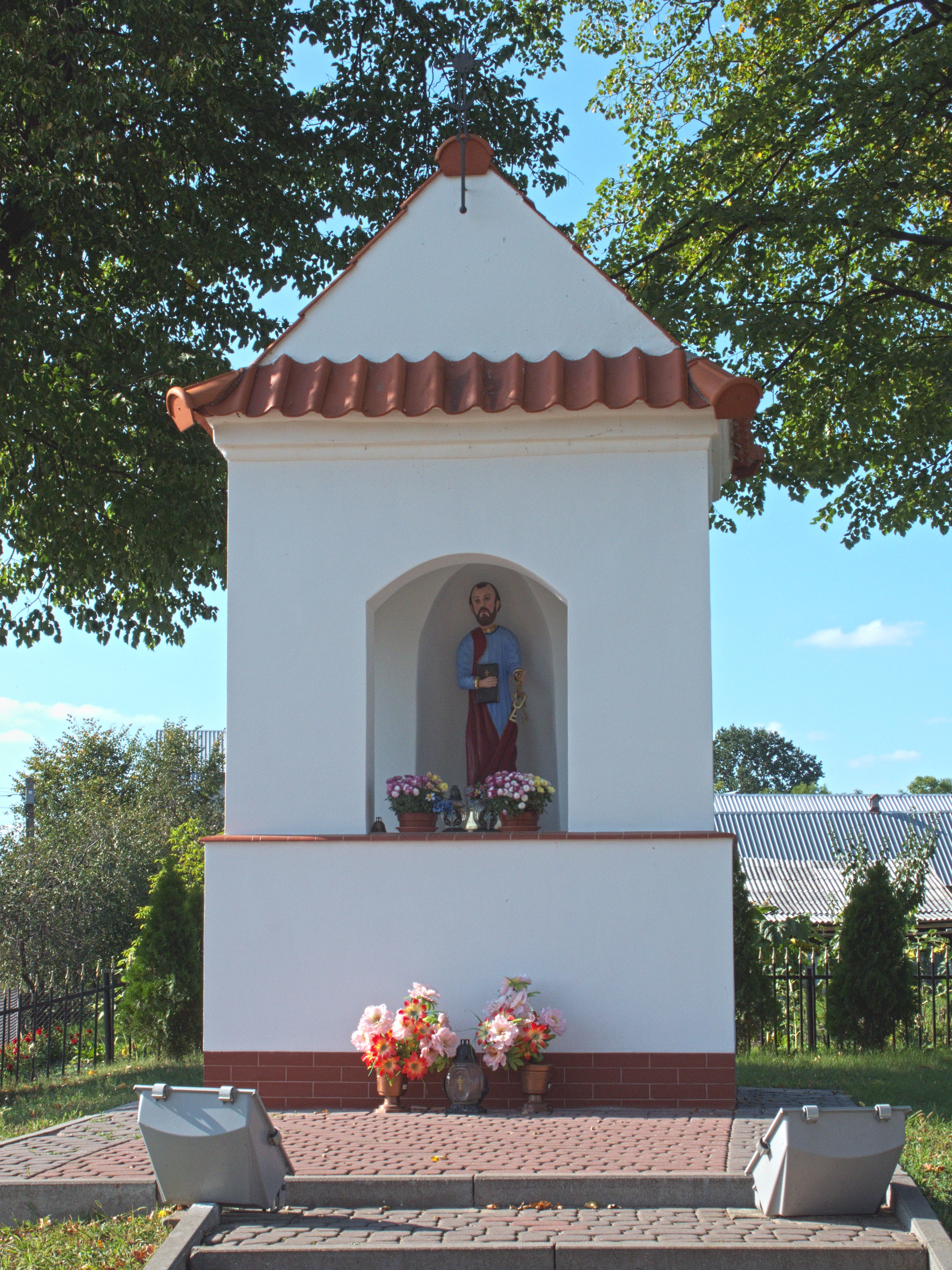
Kapliczka u zbiegu ulic Binduga i Kilińskiego

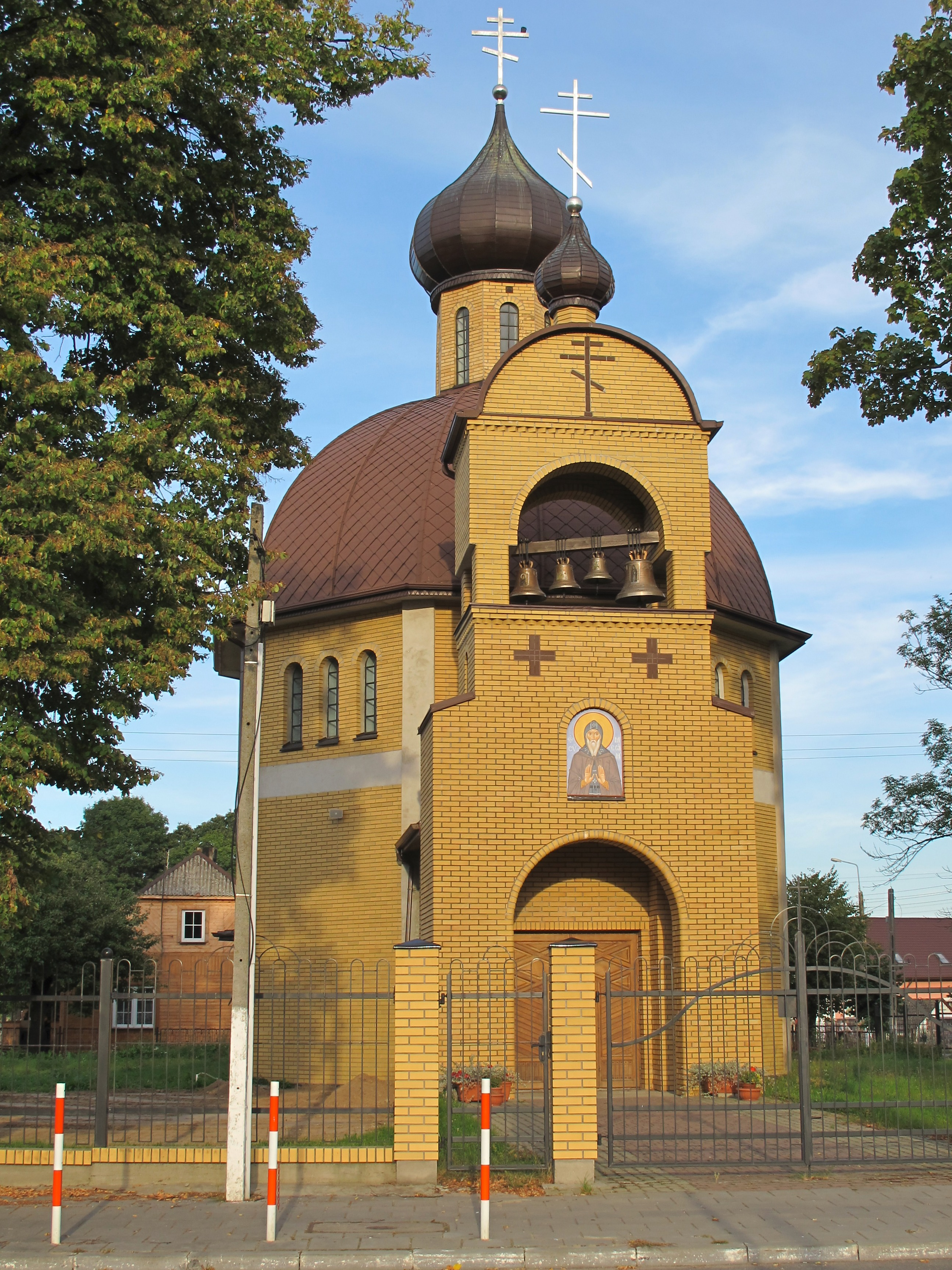
Cerkiew prawosławna św. Symeona Słupnika

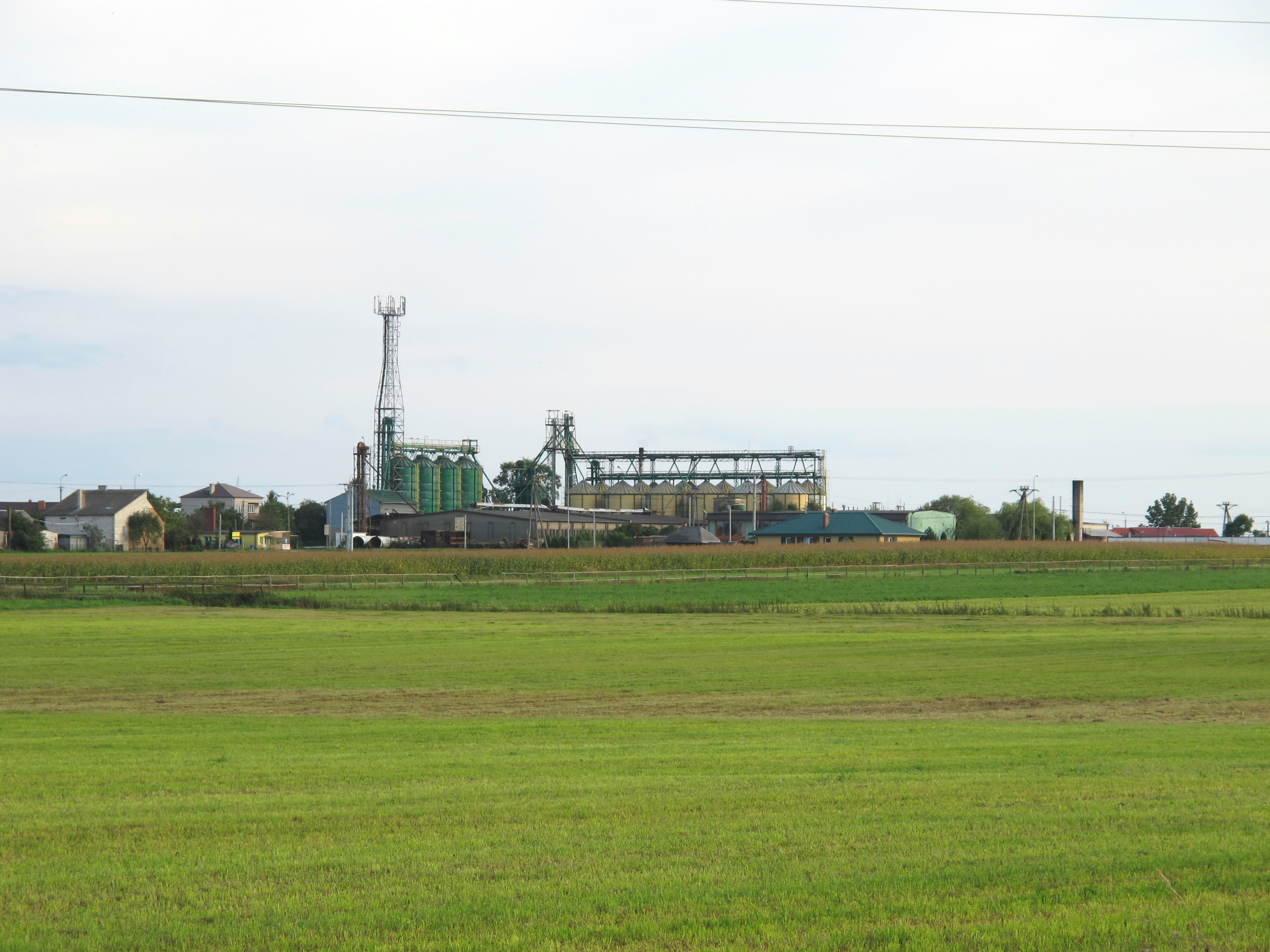
Elewatory zbożowe w Brańsku

### Kościół Rzymskokatolicki
- Parafia Wniebowzięcia Najświętszej Maryi Panny
  - Kościół parafialny Wniebowzięcia NMP

### Polski Autokefaliczny Kościół Prawosławny
- Cerkiew filialna św. Symeona Słupnika (ul. Tadeusza Kościuszki 2), zbudowana w latach 1997–2005, należąca do parafii Świętych Apostołów Piotra i Pawła w Maleszach.

## Transport
W mieście krzyżują się drogi krajowe i wojewódzkie:
- 66 Droga krajowa nr 66: Zambrów – Bielsk Podlaski – Połowce – granica państwa
- 681 Droga wojewódzka nr 681: Roszki-Wodźki – Łapy – Brańsk – Ciechanowiec

## Znane osoby
- Feliks Kopeć – podpułkownik kawalerii Wojska Polskiego, kawaler Orderu Virtuti Militari, ofiara zbrodni katyńskiej
- Cezary Kosiński – polski aktor
- O. Kazimierz Lubowicki OMI – polski teolog, prorektor PWT we Wrocławiu
- Ignacy Kapica Milewski (zm. 1817) - twórca tzw. Kapicianów – tysięcy odpisów akt, a także Herbarza (wyd. Kraków 1870)[26]

## Sąsiednie gminy
Brańsk, Rudka